# 小伊万尼夫卡
小伊万尼夫卡（羅馬化：Maloivanivka）是烏克蘭東部盧甘斯克州阿尔切夫斯克区阿尔切夫斯克市镇内的村落。面積2.44平方公里，海拔高度158米，2001年人口988，人口密度每平方公里405.1人。